# Agrochola conjuncta
Agrochola conjuncta là một loài bướm đêm trong họ Noctuidae.